# 放生祭

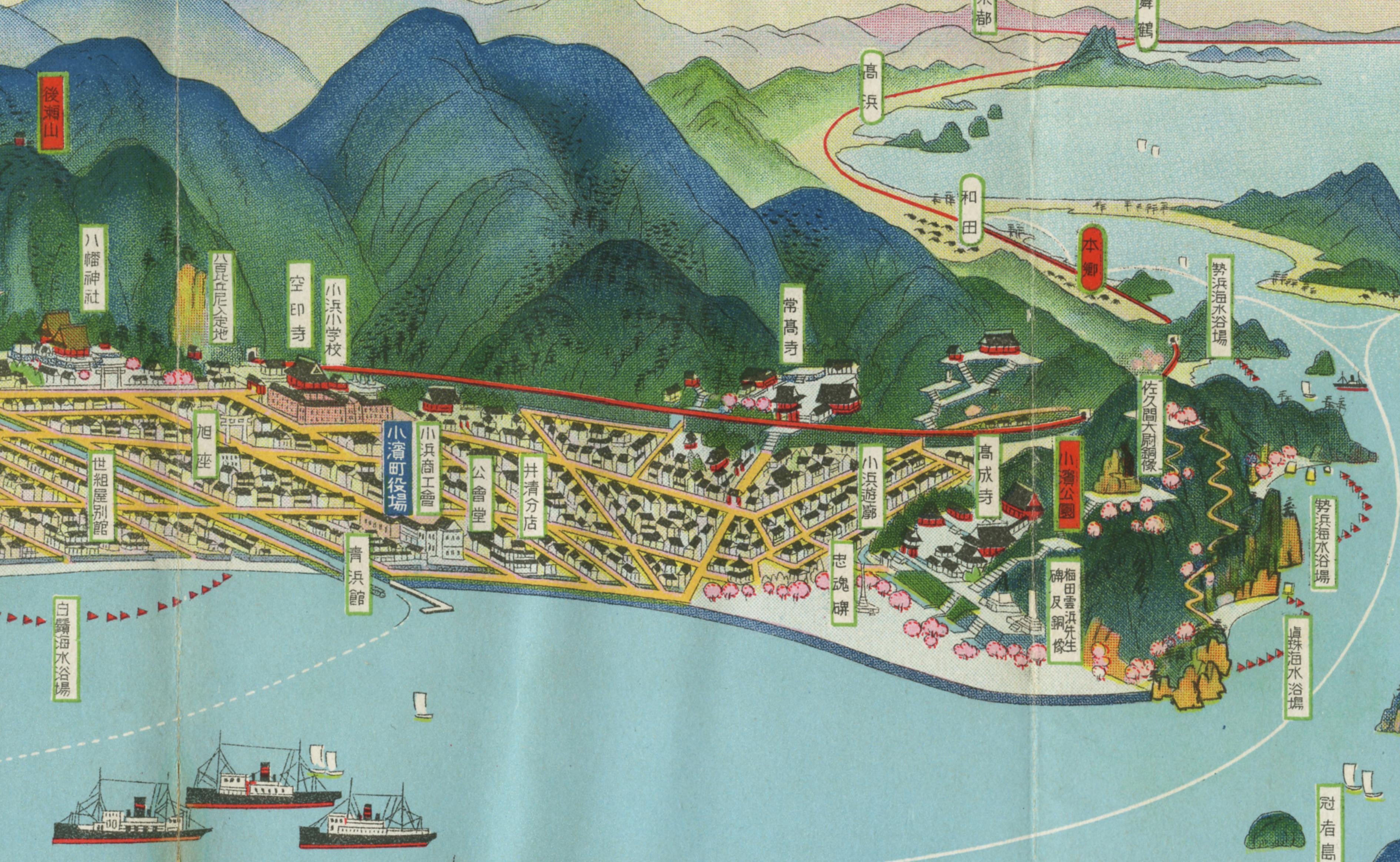
放生祭の中心地である小浜市街地西部が描かれた「若狭小浜町鳥瞰図」

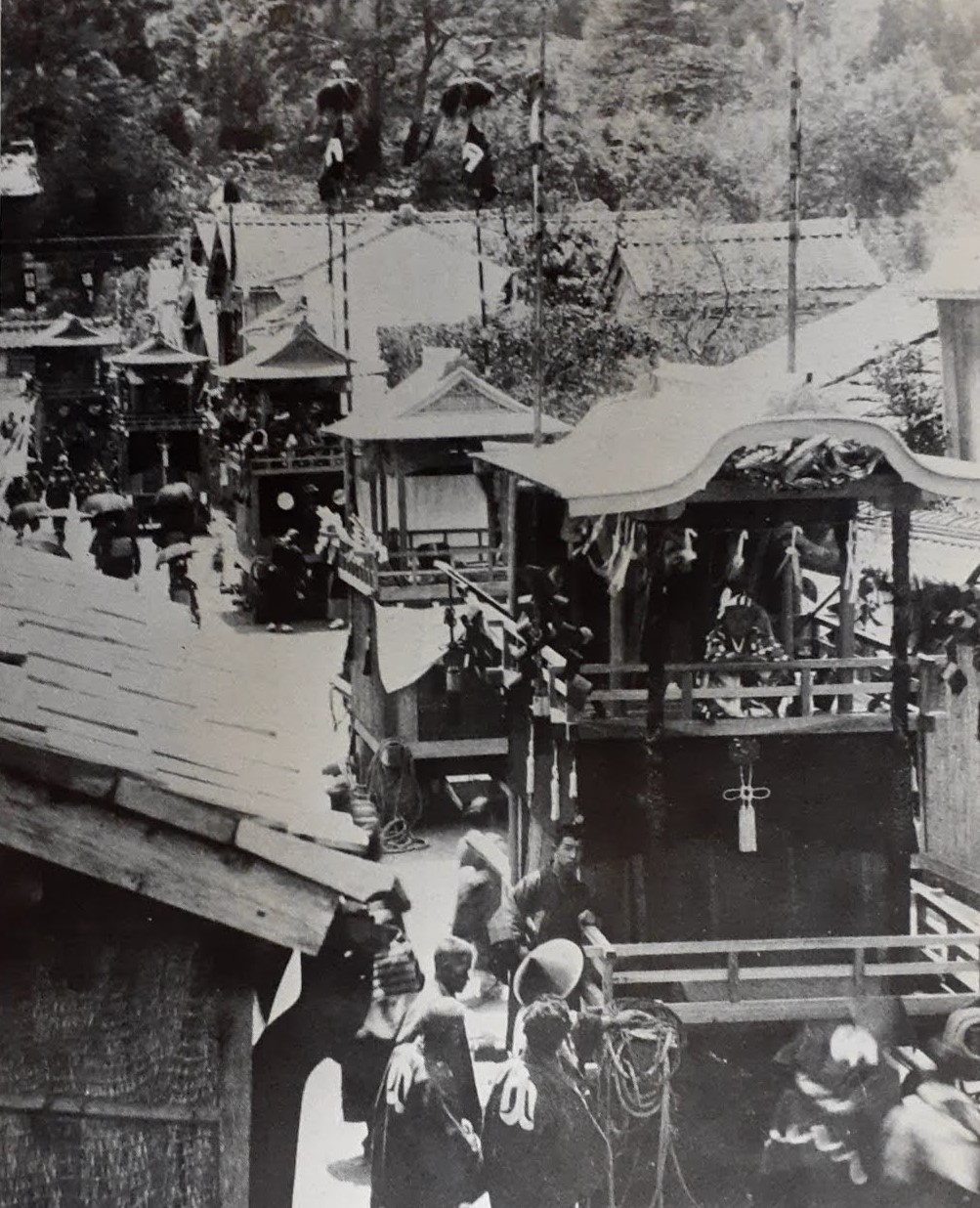
1907年の山車

放生祭（ほうぜまつり）は、福井県小浜市にある八幡神社（はちまんじんじゃ）の例祭。名称は放生会に由来する。若狭地方最大の秋祭りと言われるが、神事は行われず、神輿の巡行が隔年という特徴を持つ。2002年（平成14年）4月23日に福井県の無形民俗文化財に指定された。日本遺産「海と都をつなぐ若狭の往来文化遺産群」の構成文化財のひとつ。

## 概要
放生祭は、旧小浜町民の氏神である八幡神社の例祭で、21世紀現在は毎年9月の敬老の日前の土・日曜日の2日間で開催され、旧小浜町内24区を半分に分け、1年交代で出し物を披露し奉納する。若狭で最もにぎやかな祭りといわれ、出し物は、大太鼓に棒振り、獅子舞、神輿、神楽、山車（やま）が披露される。演技は大人から子どもへ代々伝えられ、練習は8月の旧盆から始める。江戸時代から継続され、各地の八幡神社の祭礼である放生会が訛り、地元では「ほーぜ（放生）」と呼ばれるようになったといわれる。
放生祭は囃子の曲が多く演奏の質も高いとされ、「見られる」祭礼から「楽しむ」祭礼に変化したとされる。若狭地方各地の祭礼に大きな影響を与えているとされる。20年に一度の頻度で式年大祭を行っており、式年大祭には全24区が参加する。直近では2011年（平成23年）に式年大祭が行われた。
祭礼の前週には、各区で行われる本稽古を巡るスタンプラリーが開催される。

## 歴史

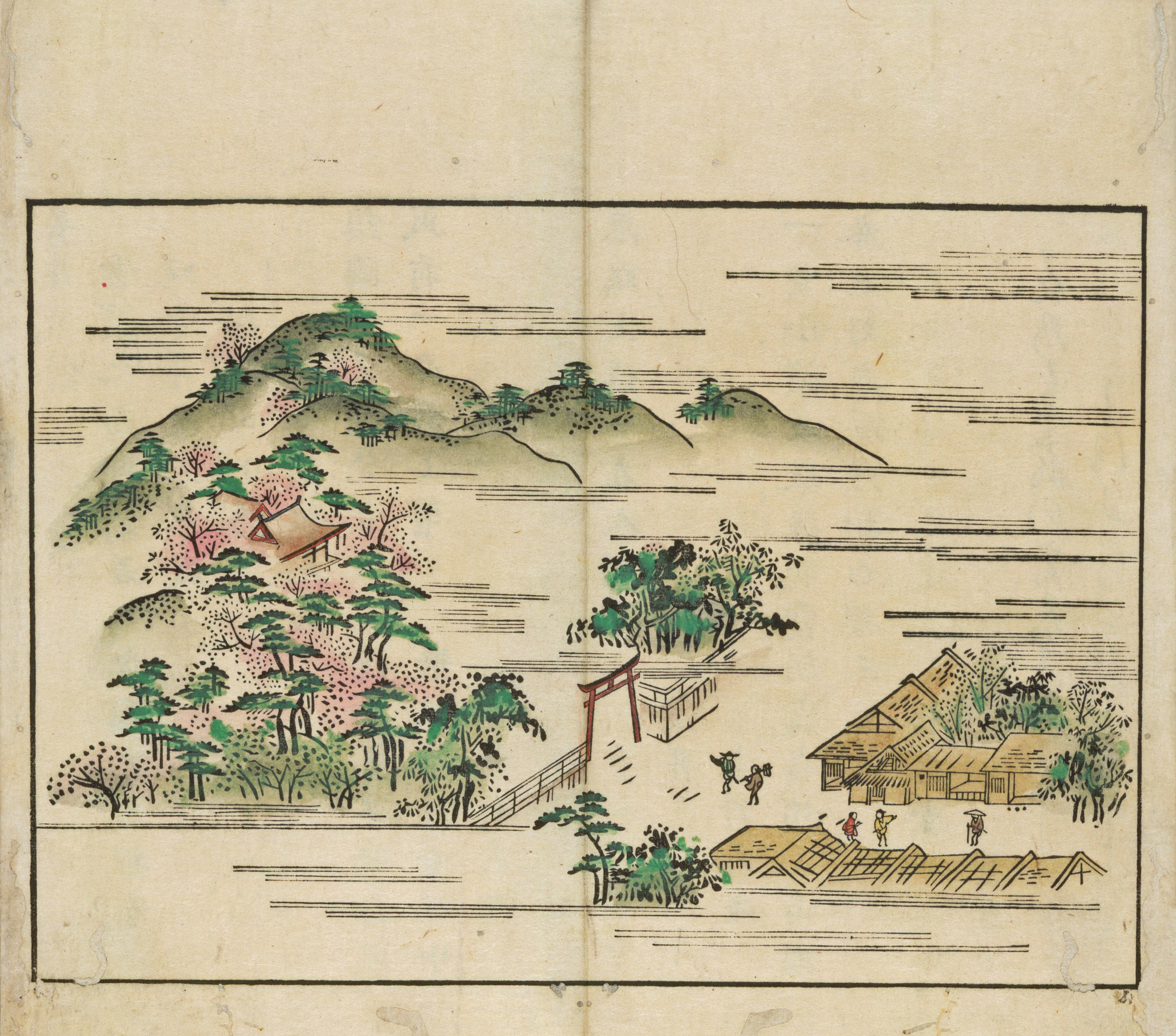
八幡神社と小浜の町屋(後瀬春望, 1714年作)

放生祭の起源は定かでなく、祭礼次第は時代により変容してきた。中世には管弦を奏し、流鏑馬を奉納した。近世には能がさかんに奉納され、八幡神社には21世紀現在も能舞台が残り、芸舞台として活用されている。歌舞伎や相撲の奉納も行われた。
江戸時代の八幡神社は荒れ果てていたが、氏子たちが社殿を修復した1743年（寛保3年）以降、8月14・15日は仕事を休み、神燈をささげるようになった。
一方、八幡神社が500年以上の歴史をもつとされる廣嶺神社 の祇園祭（6月14日）の神輿が巡行する御旅所のひとつであったことから、氏子の町人たちは、放生祭と並行して、祇園祭の神輿巡行の復路で出し物を出し、賑々しく供をする慣習があった。これが21世紀現在の放生祭の原型とみられる。この祇園祭は、竹原（武家町）、西津下竹原村（漁師町）、町人町の旧小浜町が参加する例祭だった。
1871年6月（明治4年5月）、旧小浜町の52町（現在の24区の町）に通達が出され、これ以降、廣嶺神社の祇園祭に出していた出し物は、祇園祭を離れ、小浜町民ら自身の氏神である八幡神社の例祭・放生祭に出すことになる。
1874年（明治7年）の区割改正によって、小浜の町52町は新しい町名の24町となる。新しい町名は全国の有名神社からつけた。この24町が21世紀現在の24区である。
出し物は、当初毎年すべての町が出していたが氏子たちの負担が大きいこともあり、大正末期より協議の上隔年で半数ずつ出すようになった。このため、香取区のみが担当する神輿は、2年に1度しか巡行しない。
また明治以降は、見物人を楽しませるというよりも、自分たち自身が楽しむものとして芸や囃子を披露するようになっていく。
太平洋戦争の影響で1938年（昭和13年）以降一時断絶し、終戦後もしばらく行われていなかったが、1951年（昭和26年）5月に八幡神社上葺を祝う大祭において全区に動員がかかり、復興した。戦後は、戦前まであった行列は行われなくなり、それぞれの区が独自で巡行し、芸や囃子を披露した。
1987年（昭和62年）に、住吉・広峰・大宮の三区が大太鼓の共演を初めて行い、以降出し物の共演披露が恒例化し、放生祭の呼物となっていく。
2002年（平成14年）4月23日に福井県の無形民俗文化財に指定された。なお、若狭地方では放生祭と同時に高浜町の高浜七年祭も指定されている。

## 出し物と担当区

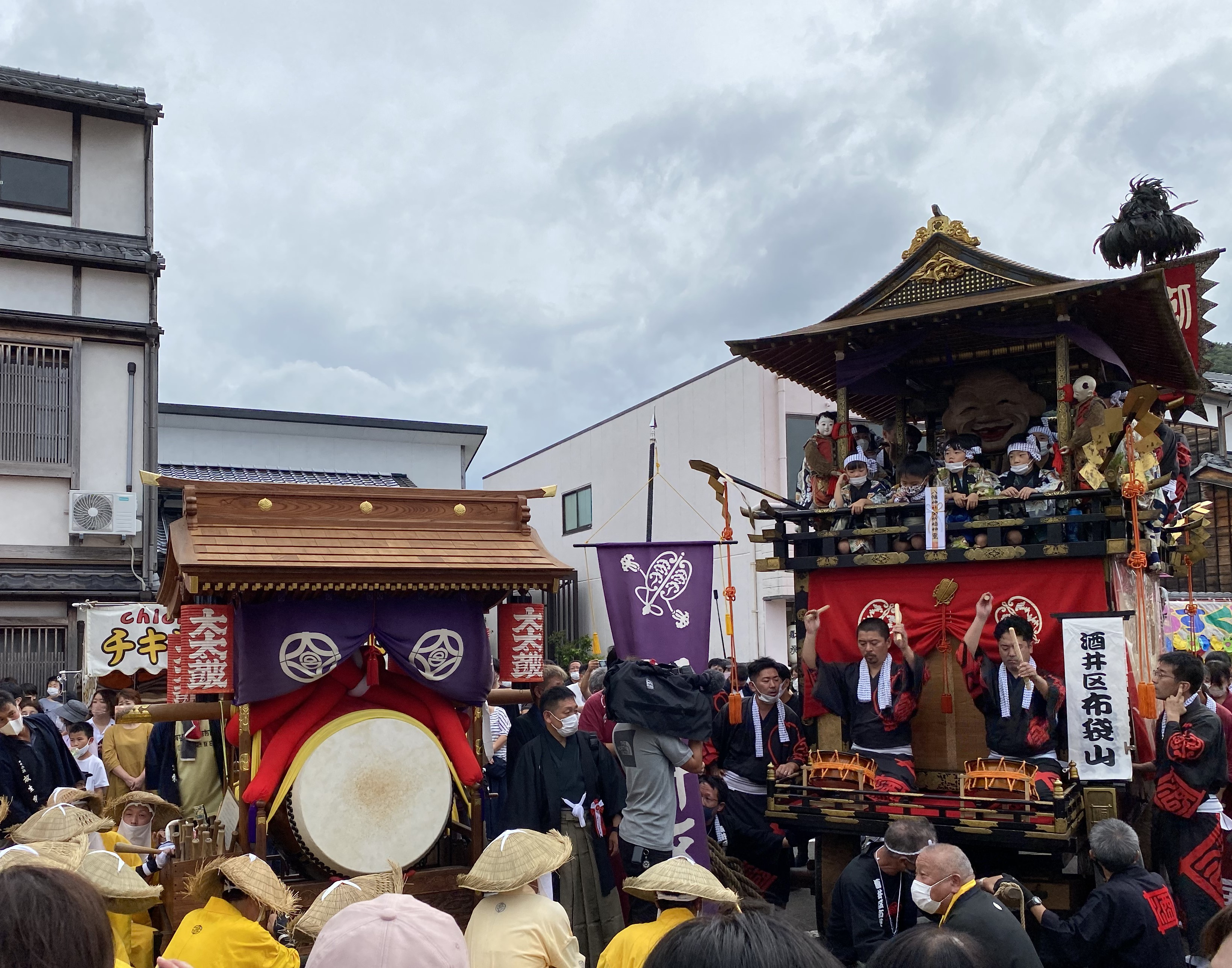
放生祭（2022）出し物の様子

21世紀現在、放生祭では神事は行われず、放生祭が開催される2日間で各区が決めた時間に出し物が披露される。出し物として、神輿のほか、山車（囃子）、獅子（三匹獅子舞）、神楽（太鼓）、棒振り太鼓の4種類の芸能を奉納する。
山車（囃子）
山車を披露する区は、浅間区、貴船区、酒井区、生玉区、塩竈区、飛鳥区、竜田区、今宮区、清滝区の9区。飛鳥区のみ舞台型山車で、山車の舞台で子どもが舞踏を披露しながら道行する。それ以外の区は屋根付きの二階造りで、一階には大太鼓・小太鼓、二階には笛の囃子方である子どもたちが乗り込み、10から20数曲の囃子の曲目を演奏しながら道行きする。
獅子（三匹獅子）
獅子を披露する区は、男山区、多賀区、日吉区、玉前区の4区。老若二匹の雄獅子と一匹の雌獅子が、笛と歌に合わせて胸にとりつけた締太鼓を打ちながら舞いを披露する。この三匹獅子舞は藩主酒井忠勝が旧領地の武州川越から演者を連れてきたのが始まりといわれる。
神楽
神楽を披露する区は、鹿島区、白鬚区、白鳥区、神田区、津島区の5区。本屋台には獅子頭が乗るが獅子舞はない。道行きでは本屋台の大小2つの太鼓と笛の囃しを披露し、神社や各区の本陣では、前屋台の2つの小太鼓と笛の囃しを奉納する。
大太鼓　
大太鼓を披露する区は、大原区、鈴鹿区、大宮区、住吉区、広峯区の5区。直径90センチメートルほどの大太鼓と5～7個の鉦による囃子に合わせて、2人1組または3人1組の棒振りが立ち回る。子どもや青年が披露する大太鼓の曲打ちもある。
神輿
神輿を披露する区は、香取区の1区のみ。隔年で八幡神社のご神体を奉載して各区を巡る。ご神体はもともと八幡神社にあったものだが、巨額の費用を投じて修理をした香取区が譲り受けた。

## 各年の担当区
福井県小浜市にある福井県立若狭歴史博物館が2016年（平成28年）9月に日本遺産認定記念テーマ展「小浜祇園祭と放生祭」を開催した。この時、同博物館が作成・配布した「小浜放生祭カード」は、西暦偶数年出番12区と西暦奇数年出番12区からなっている。
西暦偶数年出番12区
浅間区・塩竈区・酒井区・男山区・鹿島区・鈴鹿区・香取区・貴船区・生玉区・多賀区・白鬚区・大原区
西暦奇数年出番12区
竜田区・清滝区・玉前区・白鳥区・大宮区・住吉区・飛鳥区・今宮区・日吉区・津島区・神田区・広峰区

## 各区の特徴

### 山車の区

#### 浅間区
他の山車と比べて優雅な特徴をもつ山車を引き、笛、太鼓、鉦、ジャンボンを用いた長唄調の曲目を奉じる。山車は1906年（明治39年）にはじまり、当初は舞台型であった。1982年（昭和57年）に現在の2階型に改築した。道囃子の演目は「十日戎」「越後獅子」、独自の本陣囃子に三味線曲を原形とする「三社」の3曲を伝承していたが、平成期に今宮区から道引曲の「唐団扇・唐子・布袋・獅子」を習い受け、巡行に華やぎを増した。
浅間区の所在は小浜市小浜浅間。小浜の西部、後瀬山を背に抱き、後瀬山を水源とする名水「瀧の水」が湧く地域である。常高寺や八幡神社の末社である天満神社や稲荷神社など、神社仏閣が多くある。
世帯数及び人口は73戸・人口192人（2006年4月1日現在）。

#### 貴船区
1903年（明治36年）に建造した白木の曳山「貴船山」を奉じる。囃子の曲は道曳きと宮入りで9曲、子ども達が小太鼓を打ち鳴らす出囃子が5曲ある。この14曲に付随して伝承する笛の音は男性的であるとされ、勇壮なことで知られる。1901年（明治34年）以前までは丸太材で神輿を組んで松の木を立て、手ぬぐいなどを吊るして幕を張ったなかで若者が鐘を打ち鳴らし、それを大勢の若者で担ぎ、「奉納、奉納」と叫ぶ子供衆の先導で宮入りをして各町を練りまわっていた。
貴船区の所在は小浜市小浜貴船。小浜市街地の西の海岸通りに面し、古くは船大工や鍛冶屋など家内工業職人の多く居住した地域である。
世帯数及び人口は42戸・人口116人（2006年4月1日現在）。

#### 酒井区
1679年（延宝7年）からの歴史がある山車「布袋山」を有し、笛、大太鼓、小太鼓で曲を奏じながら伝統の山車を曳く様が、放生祭最大の出し物といわれる。21世紀現在の山車は1901年（明治34年）に建造された3代目である。布袋の面や唐子人形はの由来には諸説あり、一説によれば、布袋の面は小浜の石屋小路に在住していた彫刻師によって1858年（安政5年）に新調されたが、当時の小浜は1851年（嘉永4年）や1853年（嘉永6年）の大火で小浜町のほぼ全域が焼け落ちた傷跡も生々しく、面が笑い顔にならなかった。そのため前歯を欠いたところ、笑顔の面になったという。
酒井区の所在は小浜市小浜酒井で、小浜のほぼ中央に位置し、商業地と住宅地が併存する地域である。
世帯数及び人口は78戸・人口219人（2006年4月1日現在）。

#### 生玉区

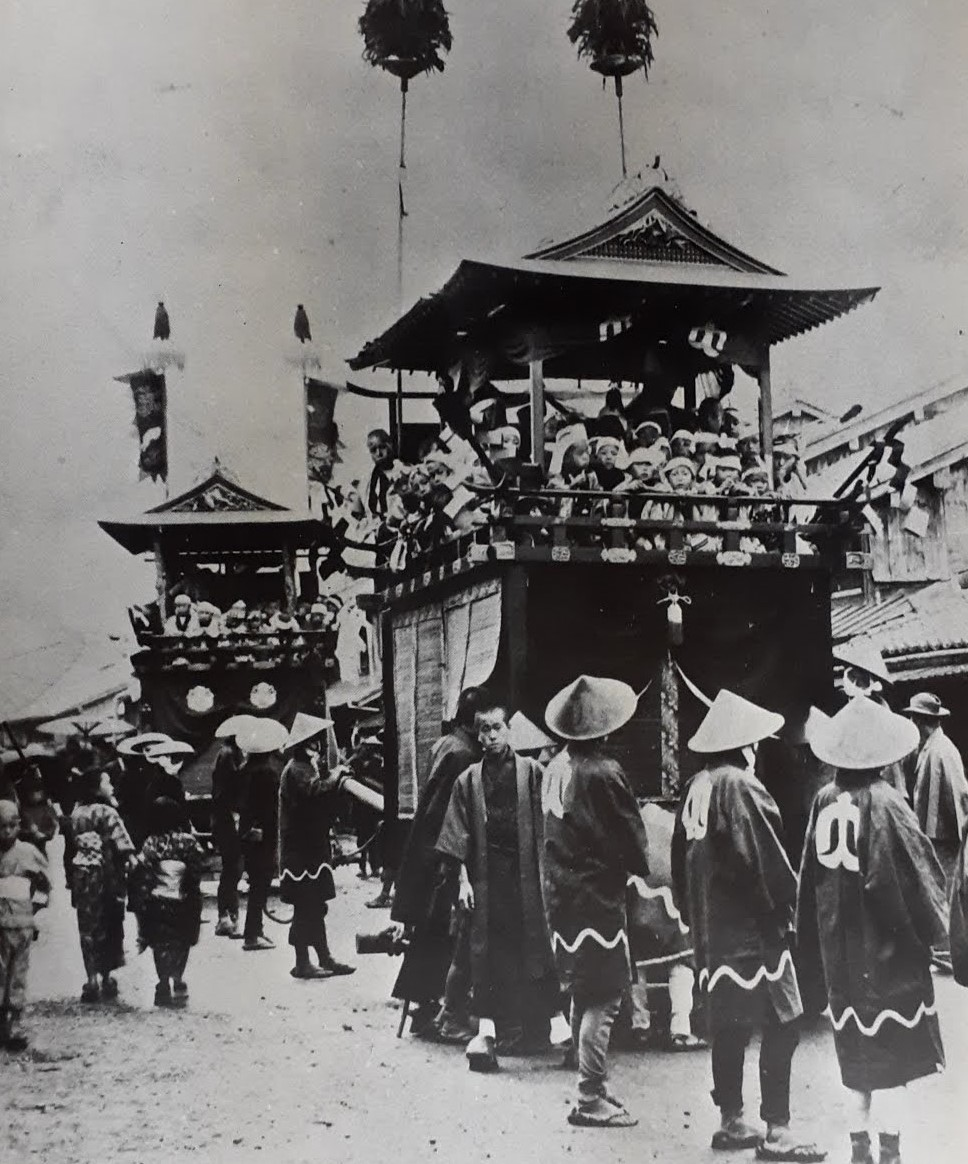
生玉区の山車（1913年）

1679年（延宝7年）からの歴史がある山車「進上山」を有していたが1859年（安政5年）に焼失した。再建した後は「蛭子山」と称する。見送りには、東方翔（とうほうさん）と呼ばれる仙人図を描く。
生玉区の所在は小浜市小浜生玉で、小浜地区の東部にあり、鉄道が敷設される以前は海上輸送の要であった船舶が発着する切戸桟橋から続く商店街として栄えた。
世帯数及び人口は72戸・人口199人（2006年4月1日現在）。

#### 塩竃区
大正時代に建造された山車「高砂山」を有する。山名の由来は、見所でもある横断幕の昇り竜と下り竜、京都西陣で織られた見送りの高砂図にちなむ。当初は白木山車であったが、1927年（昭和2年）に改装し漆塗り山車となった。山車の漆塗りは若狭の名工を称される本間氏、装飾金物は彦根市の桑原氏による。2002年（平成14年）に毛槍を新調し、2004年（平成16年）に大太鼓を新調した。
塩竃区の所在は小浜市小浜塩竃で、小浜地区の東に位置する。
世帯数及び人口は56戸・人口131人（2006年4月1日現在）。

#### 飛鳥区
1914年（大正3年）～1916年（大正5年）頃から「三丁町山」と称する山車で舞踊を披露した。戦前は芸妓の見習いや舞妓の娘たちが練習を重ねた舞踊を披露したので、一般市民から人気を博し、その道中囃子として越後獅子の曲を採り入れていた。戦後は主役は小学生となり、女児に即興で舞踊を教えて、女児がいない年は男児が剣舞を舞った。太鼓・鉦・囃子を高学年児童が担い、舞は低学年児童や保育園児が奉じる。往路と復路で囃子が異なる。放生祭で子供の舞踊を披露する唯一の区であり、観衆に人気が高い。
飛鳥区の所在は小浜市小浜飛鳥。三丁町と呼ばれる茶屋町界隈の地域である。
世帯数及び人口は66戸・人口152人（2006年4月1日現在）。

#### 竜田区
かつては遅歩子が巡礼に参列したが、1902年（明治35年）に区民の有志を中心に寝殿造風の山車「大臣山（おとどやま）」を建造してからは山車を曳く。氏神である八幡神社の祭神である神功皇后とその皇子・応神天皇に仕え、応神天皇の養育係を務めたとされる人物・武内宿禰を御神体とする。巡行で7曲、宮入りで1曲、子ども囃子として6曲を伝える。
竜田区の所在は小浜市小浜竜田。
世帯数及び人口は51戸・人口131人（2006年4月1日現在）。

#### 今宮区
かつては享保年間から記録が残る「高砂山」と「行者山」の2基の山車を有したが、幕末から明治初期にかけての数度の大火で焼失した。この際、山車の装飾品は分散保管していたため焼失を免れたという。類焼を免れた装飾品を用い、1928年（昭和3年）に建造された白木造に漆塗りに破風模様のひときわ大型の山車「今宮山」を建造した。長らく1809年（文化6年）の記載がある見送り幕を用いており、制作年が判明している見送り幕としては若狭地方最古とされていたが、2010年（平成22年）には約200年ぶりに見送り幕が新調された。山車の囃子は、笛にあわせて子ども達が小太鼓を打つものが10曲、巡行時に青年が奏じる「道引き」十数曲がある。
今宮区の所在は小浜市小浜今宮で、小浜のほぼ中央部に位置する。かつては水産物の集散地として発展し、広市場、狭市場、突抜などの町並みが築かれたが、徐々に宅地化した。
世帯数及び人口は76戸・人口232人（2006年4月1日現在）。

#### 清滝区
放生祭の山車のなかでは最古である1868年（慶応4年）建造の山車を有し、「大津町山車」あるいは「大小太刀山車」の別称をもつ。また、囃子は25曲を伝承し、この数は小浜各区で最多であり、他区の囃子の多くがこの清滝区から伝承された。古くは城内で競演し、囃子が巧みであると城主から大小の太刀二振りと能衣装を賜った。この能衣装はその当時、山車の見送りと横断幕に使用したという。
清滝区の所在は小浜市小浜清滝で、小浜港の奥に位置することから海の玄関口にある商人町として発展した。1874年（明治7年）以前は百間橋詰から西一丁を「大津町」と称したことが、山車の名の由来とみられる。
世帯数及び人口は61戸・人口184人（2006年4月1日現在）。

### 獅子の区

#### 男山区
1895年（明治28年）に区としての出し物を獅子とすることを決定し、区内に在住していた旧藩士の武久釘五郎から習い受けた3頭の獅子の恋物語を描く「編木（ささら）獅子」を奉じる。演技は「道引」から始まり、「門より」「渡り拍子」「神楽拍子」「つくばい」で構成される。旧藩主酒井家の裏紋である「井筒」を掲ずることが唯一認められた獅子となっている。
男山区の所在は小浜市小浜男山。氏神・八幡神社の鎮座する小浜市街地の西部に位置する。
世帯数及び人口は29戸・人口89人（2006年4月1日現在）。

#### 多賀区
廣嶺神社祇園祭に追随していた寛文年間には「木賊」練り子が従い、延宝年間には山車「木賊山」を曳いたが、21世紀現在は1908年（明治41年）に市内の一番町から伝習された獅子舞を奉じる。「川越獅子」と称された関東流のもので、老若2匹の雄獅子と1匹の雌獅子が競う。1914年（大正3年）8月3日の小浜公園の開園式や、1925年（大正14年）4月の京都市の都踊りに出場したほか、昭和期以降も各地の芸能パレードや第23回福井国体参加選手の慰安などに小浜市代表として出場している。
多賀区の所在は小浜市小浜多賀で、小浜地区の東に位置する。
世帯数及び人口は59戸・人口185人（2006年4月1日現在）。

#### 日吉区

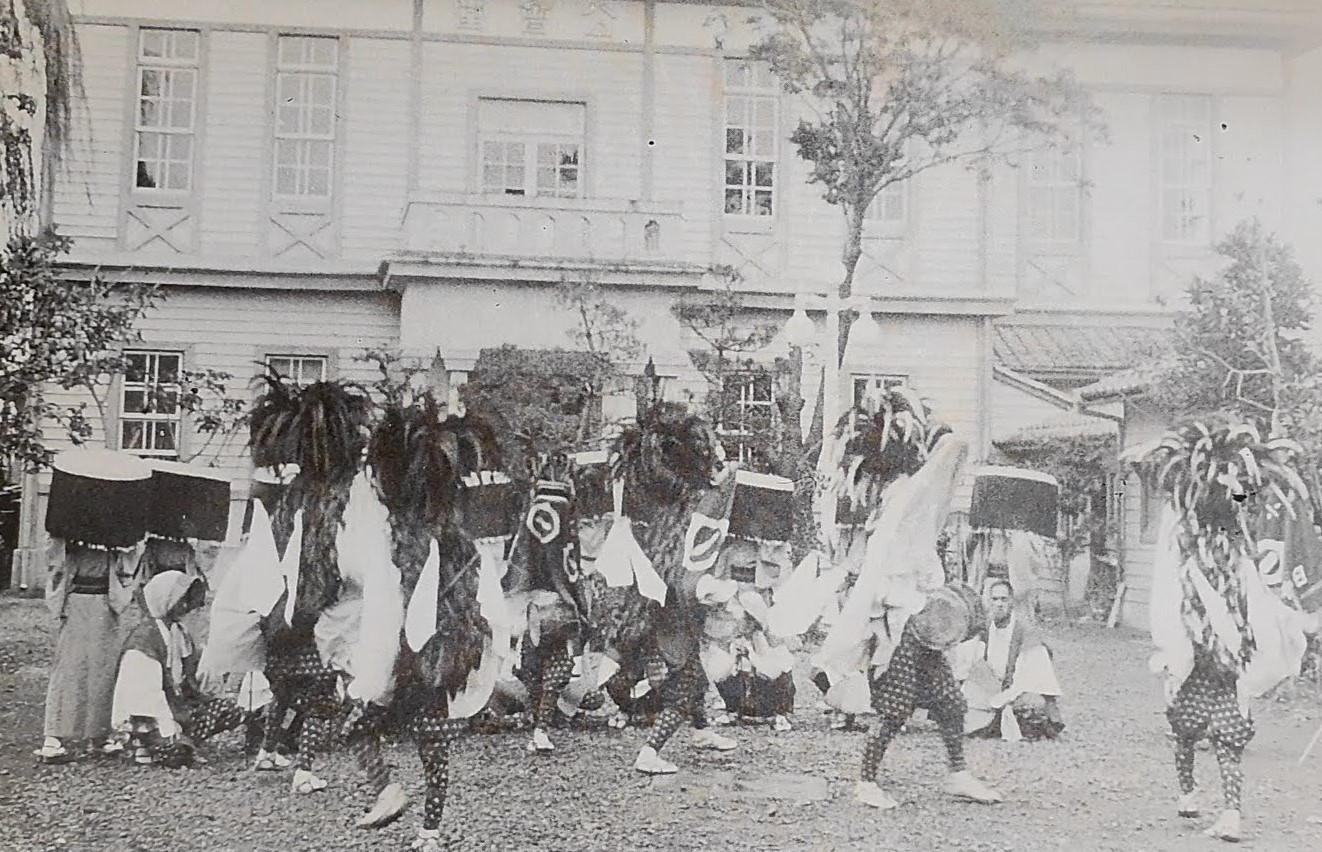
日吉区の獅子舞（1931年）

明治末期から大正初期に青年会を結成し、男山区から習い受けた関東流の獅子舞を伝える。笛、歌、舞で構成された演目は15～16種類あり、典雅に富んだ所作を含む特徴がある。旧来は男児のみの出し物であったが、1990年代から子供の舞方に女児も加わるようになり、獅子舞を伝承する。
日吉区の所在は小浜市小浜日吉で、マーメイドテラスや海岸通りに接する小浜市街地のほぼ中央に位置する。
世帯数及び人口は52戸・人口130人（2006年4月1日現在）。

#### 玉前区
江戸時代には「大黒山車」を有したが、1892年（明治25年）に焼失した。そのわずかに以前、1891年（明治24年）頃に出し物を獅子舞としている。小浜の藩主であった坂井家が前任地の川越藩から移封の際に舞人30数名を召し連れて持ち込んだ関東流の獅子舞を伝える。武州川越石原町観音寺の祭礼で演じられた田楽の余風を伝えたもので、原名を「編木獅子（ささらじし）」という。廃藩置県に伴い一時断絶したが、他区に先立つ1891年（明治24年）に旧関東組の士族から習い受けて復活させた。1995年（平成7年）に大小6頭の獅子頭を新調し、旧来のものとあわせて4組の獅子舞を伝承する。
玉前区の所在は小浜市小浜玉前で、小浜地区のほぼ中央に位置し、かつてはもっとも賑わった地域であったとみられる。
世帯数及び人口は44戸・人口119人（2006年4月1日現在）。

### 神楽の区

#### 鹿島区
記録では1755年（宝暦5年）にはじまり、『祇園祭曳出物絵巻』に記載された伝統的な神楽を奉じる。この神楽は、放生祭の数ある神楽太鼓の元祖とみられる。絵巻には中西町神楽太鼓として撥を持った老若10人、赤布を垂らして顔を隠した笛吹きが7人、前後2人で担いだ神楽堂が続く囃子の巡行の様子が描かれている。現存する屋台は1863年（文久3年）に地元の宮大工によって制作されたもので、原寸図も残されている。
鹿島区の所在は小浜市小浜鹿島。小浜市街地の西部に位置し、八幡神社や小浜小学校に隣接する地域である。
世帯数及び人口は63戸・人口172人（2006年4月1日現在）。

#### 白鬚区
稚児行列と3人の巫女により演じられる「白髪神楽」を奉じる。神楽館は1907年（明治40年）5月に新調したもので、獅子頭を載せるが、獅子舞ではなく、繊細な音律にあわせた巫女の舞を八幡神社の能舞台で奉じる。巫女舞を奉じるのは、放生祭の神楽区のなかで唯一白髭区のみであり、放生祭の多くの出し物のなかでも品位高いものと知られている。
白髭区の所在は小浜市小浜白髭。
世帯数及び人口は31戸・人口84人（2006年4月1日現在）。

#### 白鳥区
笛の音律をベースに大太鼓と小太鼓が打ち交じる「白鳥神楽」を奉じる。この神楽は鹿島区から習い受け、1907年（明治40年） から導入されたとも1911年（明治44年） からともいわれ、全部で10曲ある。2005年（平成17年）に後屋台を総塗り替えする大修理を行った。
白鳥区の所在は小浜市小浜白鳥。小浜市街地の西部に位置し、小浜湾や白鳥海水浴場に接する。
世帯数及び人口は64戸・人口151人（2006年4月1日現在）。

#### 神田区
古くは「山ばやし」を奉じたが、1907年(明治40年)に神楽を新調した折から「神楽ばやし」となり、「揚ばい」「布袋」など9曲の囃子をもつ。この囃子は小浜藩祖の酒井忠勝が川越藩から編木獅子とともに伝えた神楽太鼓を忠実に引き継いだもので、放生祭の雰囲気を盛り上げる特徴的な出し物のひとつとされる。
神田区の所在は小浜市小浜神田。
世帯数及び人口は42戸・人口128人（2006年4月1日現在）。

#### 津島区
明治大正期は謡曲「号八幡」を奉じたが、1928年（昭和3年）に前年の大典を記念して神楽を新調した。海を背景とする問屋町の津島区では、神楽屋台の金属部分に特に細工を凝らしており、優雅な神楽の調べともども格調高いものとされている。神楽が津島区の出し物となったのは、昭和期以降である。十数曲があり、巡行では「揚げばい曲」をはじまりに頭笛により曲を変えていくのが慣例となっている。本陣では囃子太鼓2名で「三輪曲」「津島曲」を打つ。
津島区の所在は小浜市小浜津島で、小浜地区の東に位置する。かつては小浜港の玄関口であったが、1973年（昭和48年）からの漁港修築事業により小浜新港が築かれたことから漁連や水産関連企業は転出し、21世紀現在は旧漁港として跡地にケーブルテレビが営業所を置いている。
世帯数及び人口は85戸・人口213人（2006年4月1日現在）。

### 大太鼓の区

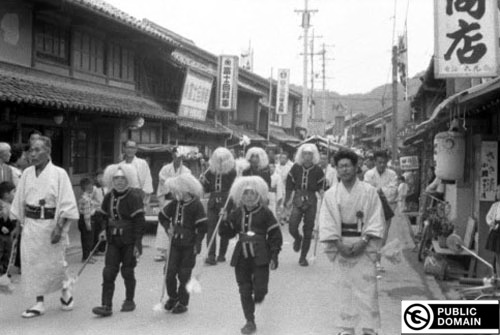
大原区が師匠とした宗像神社七年祭りの様子。半棒を手にする振り子が映っている。

#### 大原区
大原太鼓は西津宗像神社七年祭を奉じる小松原川西区に指導を受けたもので、1958年（昭和33年）から放生祭に加わった。それまでは在原業平の東下りを題材にした練り子や、八木節などを奉じていた。大原太鼓は大太鼓に鐘、笛が獅子にあわせて半棒の立ち回りを演じるもので、棒術者は中棒と後棒があり、三者の意気投合した演舞がひときわ豪快な出し物となっている。
大原区の所在は小浜市小浜大原。
世帯数及び人口は39戸・人口110人（2006年4月1日現在）。

#### 鈴鹿区
寛文から安政年間にかけて弓鉄砲持ちの練子を務めた塩屋町と、笠鉾を担った北本町が明治期の町名改正時に合併した区で、日清戦争および日露戦争の際には勝利を祝して布団太鼓を出した。その後、1910年（明治43年）に西津福谷の指導を受け、翌1911年（明治44年）に屋台と太鼓付属品を新調したことから、出し物を大太鼓とするようになった。「力太鼓」と称され、大太鼓を大きく手を振りあげて打つ勇壮な姿が見所といわれる。2人1組の「棒振り」や「あげ太鼓」と称する曲の細やかで力強い撥さばきに定評がある。屋台はその後、1990年（平成2年）に新調された。
鈴鹿区の所在は小浜市小浜鈴鹿で、小浜地区の東に位置する。
世帯数及び人口は49戸・人口138人（2006年4月1日現在）。

#### 大宮区
明治大正期には「賤ケ岳七本槍」の練り子を出したが、1956年（昭和31年）9月にお城大太鼓と呼ばれる太鼓を練り物として継承することとした。「力太鼓」と称される勇壮な大太鼓が特徴で、後年、棒振り、鐘がここに加わった。他区の棒振りが2人1組のみであるのに対し、大宮区の棒振りは3人1組で舞う3人棒と半棒、2人1組で舞う二人棒とがあり、多彩な技芸を伝承する。また、子どもの三人太鼓も他では珍しく、大宮大太鼓の特徴とされる。宮入りにも他区にはない特徴があり、一の鳥居から二の鳥居までは屋台は通路幅いっぱいに練り廻しながらゆっくりと進むのに対し、棒振りはこの間を数回走って往復し、屋台を誘導する。二の鳥居に着くと屋台はしばし止めて「揚げパイ」を打ち込むが、棒振りはこの間に本殿前まで走り、太鼓屋台との間を数回往復して屋台を誘導する。
大宮区の所在は小浜市小浜大宮。後瀬山の麓にある地区で、堀川に沿い、古くは丹後街道として発展した。
世帯数及び人口は61戸・人口150人（2006年4月1日現在）。

#### 住吉区
1671年（寛文11年）にはすでに記録が残る伝統の出し物を伝え、『祇園祭曳出物絵巻』の先頭に描かれた。この出し物は区内の鵜羽小路発祥の傘鉾大太鼓で、1982年（昭和58年）に太鼓と屋台を新調した。笠鉾掛物はペルシャからの渡来品とみられ、異国の染色技術の粋を伝えるものであるとされる。住吉大太鼓の演目は十数曲からなり、巫女舞・親獅子・子獅子等の優雅な曲が含まれる点が、他区の力太鼓と異なる特徴とされる。『若狭郡県志』第4巻における放生祭の記録でも、「各区の巡行における順番は籤をひいて決める習わしであるが、住吉区の傘鉾に限っては籤をひくに及ばず、一番に捧げる」と記されており、その旧格に倣い、祭礼当日は必ず1番に住吉区の傘鉾が鳥居をくぐり奉納する慣例がある。
住吉区の所在は小浜市小浜住吉で、小浜市街地のほぼ中央に位置する。古くは「放生会」の巡行路にあたる区域で、古い町並みが残り重要伝統的建造物群保存地区に指定される小浜西組への導入路にあたる。
世帯数及び人口は72戸・人口208人（2006年4月1日現在）。

#### 広峰区
明治大正期には神功皇后の出兵を題材とする練り子を出しており、昭和期以降は練り子を「宝船」と称した船形の山車に乗せてその上で剣舞を演じた。1952年（昭和28年）8月に住吉区から2人1組の棒振りと大太鼓を習い受けて以後は、「広峰大太鼓」と親しまれる十数曲からの曲太鼓を奉じる。
広峰区の所在は小浜市小浜広峰。
世帯数及び人口は71戸・人口205人（2006年4月1日現在）。

### 神輿の区

#### 香取区
放生祭で唯一の神輿を出す。もともとは八幡神社に納められていた老朽化した2体の神輿を譲り受け、解体して良い部分のみを1体に組み直したもので、廣嶺神社の祇園祭から八幡神社の放生祭に移行した際に巡行に加えられた。1978年（昭和53年）には酒井区が所有していた子供神輿を買い取り、数年は親子神輿で巡行に参列したが、少子化の影響により、21世紀現在は子供神輿は本陣の飾りとなっている。大人神輿も担ぎ手が不足し、2年に1度の出陣では区外の者の協力も得て巡行している。四つ角の交差点や本陣などでは、前後左右に神輿を練ったり、高々と3度担ぎ上げるなどの技を披露する。遅くとも1906年（明治39年）に制作された神輿を所有していたが、2008年（平成20年）には約100年ぶりに神輿が新装された。
香取区の所在は小浜市小浜香取。小浜公園の入口に位置し、茶屋町の町並みが残る地域である。
世帯数及び人口は44戸・人口112人（2006年4月1日現在）。

### その他
旧小浜町外のため出し物を持たないが、後年八幡神社の氏子に加わった駅前区と青井区も祭壇を設け、巡行を迎える御旅所となっている。
駅前区
駅前区の所在は小浜市駅前町。JR小浜駅を中心にはまかぜ通りや大手通りなどの主要道路に接する地域である。
世帯数及び人口は166戸・人口420人（2006年4月1日現在）。
青井区
青井区の所在は小浜市青井。小浜市の西端に位置し小浜公園から青井山にかけての広大な地域にあたり、人口は小浜地区最多の地域である。
世帯数及び人口は203戸・人口579人（2006年4月1日現在）。

### 註釈
1. ↑  小浜の町域から北にある竹原（たわら）（現・小浜市千種）にある。
2. ↑  文政年間に製作されたとみられる絵巻物で、小浜市指定文化財。